# Paul Nerreter
Paul Nerreter (* 5. Februar 1905 in Nürnberg; † 20. April 1981 in Erlangen) war ein deutscher Jurist und Politiker (CSU).

## Leben
Nerreter wurde in eine Nürnberger Handwerker- und Beamtenfamilie geboren. Nach dem Besuch des Melanchthon-Gymnasiums Nürnberg begann er 1923 an der Ludwig-Maximilians-Universität Rechtswissenschaft zu studieren. 1924 wurde er Mitglied des Corps Isaria. Als Inaktiver wechselte er an die heimatliche  Friedrich-Alexander-Universität. Das Studium beendete er 1927 mit dem Ersten und 1930 mit dem Zweiten juristischen Staatsexamen sowie mit der Promotion zum Dr. iur. Anschließend arbeitete er als Rechtsanwalt in Nürnberg. Daneben war er  Synodaler der Evangelisch-Lutherischen Kirche in Bayern, des Landessynodalausschusses und Vorsitzender des Rechtsausschusses der Synode. Außerdem engagierte er sich im Evangelischen Hilfswerk. Ab 1955 arbeitete er als Rechtsanwalt in München. Von 1957 bis 1968 wohnte er in Grainau. Für die Christlich-Soziale Union in Bayern saß Nerreter von 1954 bis 1958 im Bayerischen Landtag. Nerreter war 1946 Landrat des Kreises Uffenheim und 1949/50 Landrat des Landkreises Rothenburg ob der Tauber. Vom 3. Januar 1951 bis zum 14. Dezember 1954 amtierte er als Staatssekretär im Staatsministerium des Innern in der von Ministerpräsident Hans Ehard geführten Regierung des Freistaates Bayern.

## Schriften
- Allgemeine Grundlagen eines deutschen Wettbewerbsrechtes. Verlag Franz Vahlen, Berlin 1936

## Auszeichnungen
- Bayerischer Verdienstorden (1959)